# Operação Ópera
Operação Ópera (nome de código: Babilónia ou Ofra, hebraico: אופרה) foi um ataque aéreo surpresa, realizado em 7 de junho de 1981 pela Força Aérea de Israel, que destruiu um reator nuclear em construção a 17 km (10,5 milhas) a sudeste de Bagdá, Iraque.
Em 1976, o Iraque adquiriu um  reator nuclear classe "Osiris" da França. Embora o Iraque e a França sustentassem que o reator, chamado de Osirak pelos franceses, era destinado a pesquisa científica para fins pacíficos, os israelenses viram o reator com suspeita, acreditando que tivesse sido projetado para fabricar armas nucleares.
Em 7 de junho de 1981, um voo de aeronaves de caça F-16A da Força Aérea Israelense, com uma escolta de F-15As, bombardeou e danificou severamente o reator de Osirak. Israel alegou ter agido em defesa própria. Dez soldados iraquianos e um civil francês foram mortos. 
O ataque ocorreu cerca de três semanas antes das eleições para o Knesset e  foi fortemente criticado em todo o mundo. Israel foi censurado pelo Conselho de Segurança das Nações Unidas e pela Assembleia Geral da ONU, em duas resoluções distintas. A destruição de Osirak tem sido citada, nos estudos contemporâneos sobre o direito internacional, como um exemplo de ataque preventivo.